# バッファロー・ワロー

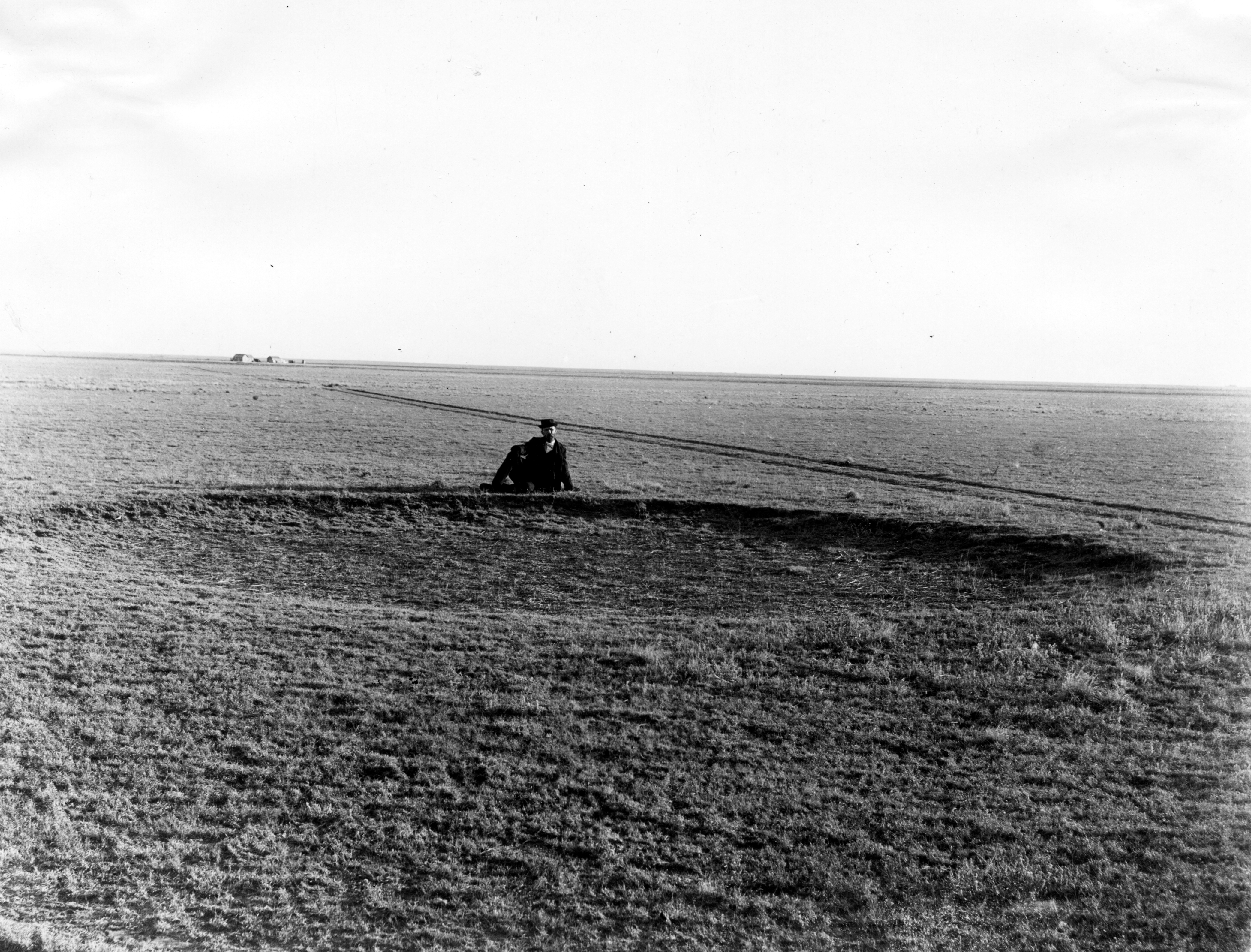
オガララ帯水層に残ったバッファロー・ワロー（1897年、カンザス州ハスケル郡にて）

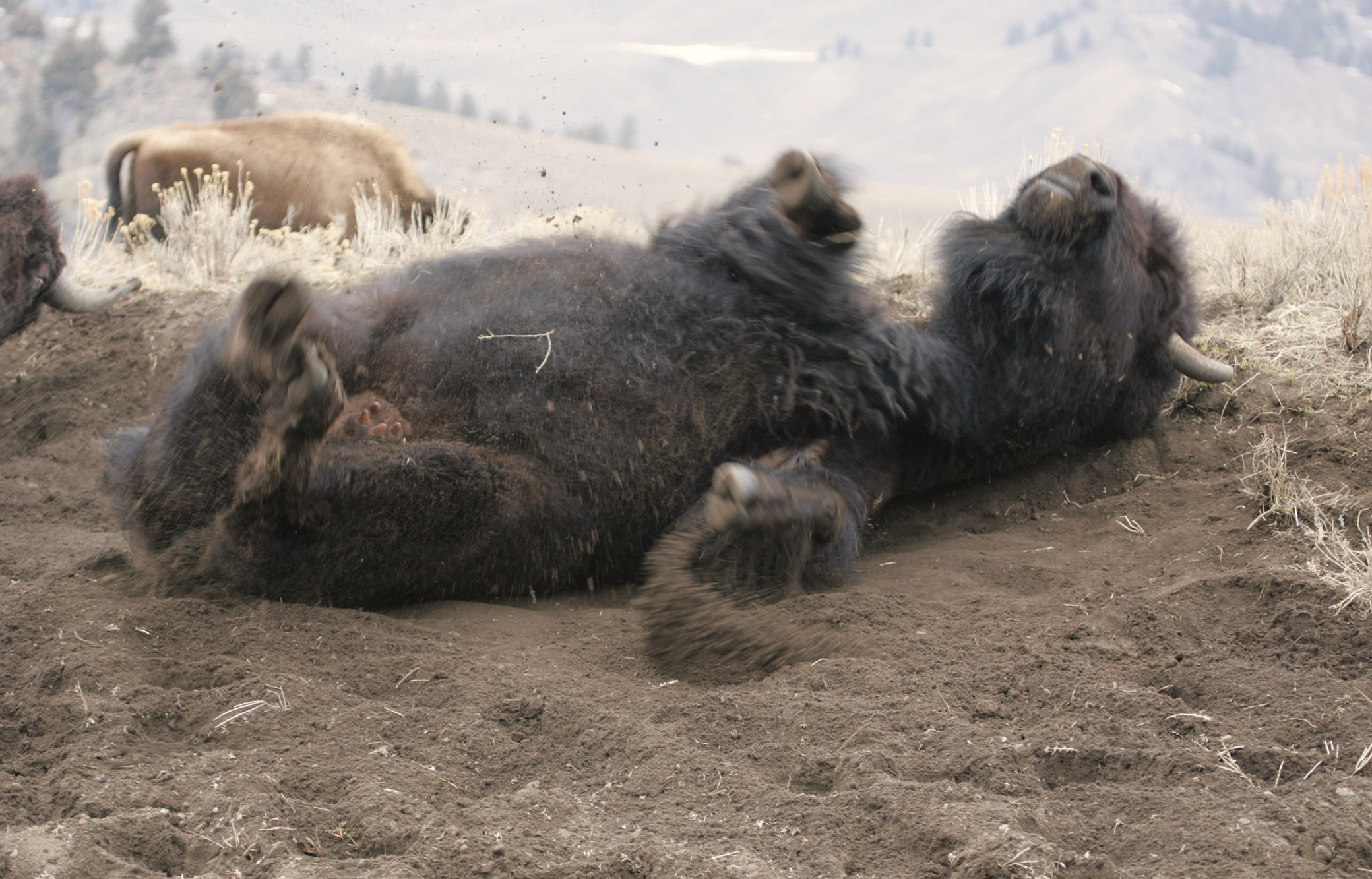
アメリカバイソンの泥（砂）浴び

バッファロー・ワロー（英: buffalo wallow）または バイソン・ワロー（英: bison wallow）は、北米のプレーリー上に見られる地面の窪みである。

## 概説
アメリカバイソン（バッファロー）やバッファロー（アジアスイギュウとアフリカスイギュウ）が群れで行動することで残す一時的な地形だが、北米には古来から現在まで残る事例もある。これらの動物が（コミュニケーション、体温調節、遊び、換毛、古い皮膚や寄生虫の除去、威嚇など諸説あるが）土や泥の上を転げ回ることで地表に砂場または泥場ができる。
平原において雨水や表面流出水が貯まるため、バイソンを含む野生生物の一時的な水飲み場として機能している。さらに、バイソンが水を飲んだり泥浴びをする度に変質することが知られる。泥浴びをすると泥の量が減るため窪みが拡大し、体毛や脂や細胞の残屑が水や土に残され蓄積されることで水を浸透させない層が作られる。これにより、雨水や表面流出水が行き場をなくし、長期に渡って水場として残ることがある。
また、生態系エンジニアリングとしての側面もあり、ワロー跡には植生や小型生物の多様化が見られる。

## 大衆文化におけるバッファロー・ワロー
- 1953年、作家のチャールズ・テニー・ジャクソ（英語版）は自伝的な小説「The Buffalo Wallow: A Prairie Childhood」を出版した。いとこ同士の少年たちがネブラスカ州で過ごした子供時代に、バッファロー・ワローをお気に入りの隠れ場所として遊んでいたことを記している[6]。
- レッドリバー戦争（英語版）でも殊更に特異的だとされる[7]ウォシタ川とゲージビー川の間で発生した戦争は「バッファロー・ワローの戦い（The Battle of Buffalo Wallow）」と呼ばれる。
  - ジェームス・R・オドロフスキーによる「The Battle of Buffalo Wallow: The Japanese Attack on the 44th General Hospital in World War II – Leyte, Philippines」の表題にも使われた。